# ماسيرانو
ماسيرانو (بالإيطالية:  Masserano)‏ هي بلدية في مقاطعة بييلا في إقليم بييمونتي في إيطاليا.

## السكان
في سنة 1861 بلغ عدد السكان 3٬608 نسمة، وتطور العدد ليصل في سنة 2011 لـ 2٬202 نسمة.
يظهر هذا المخطط البياني تطور النمو السكاني لـ ماسيرانو

## أعلام
- جيلدا